# ドッソ州

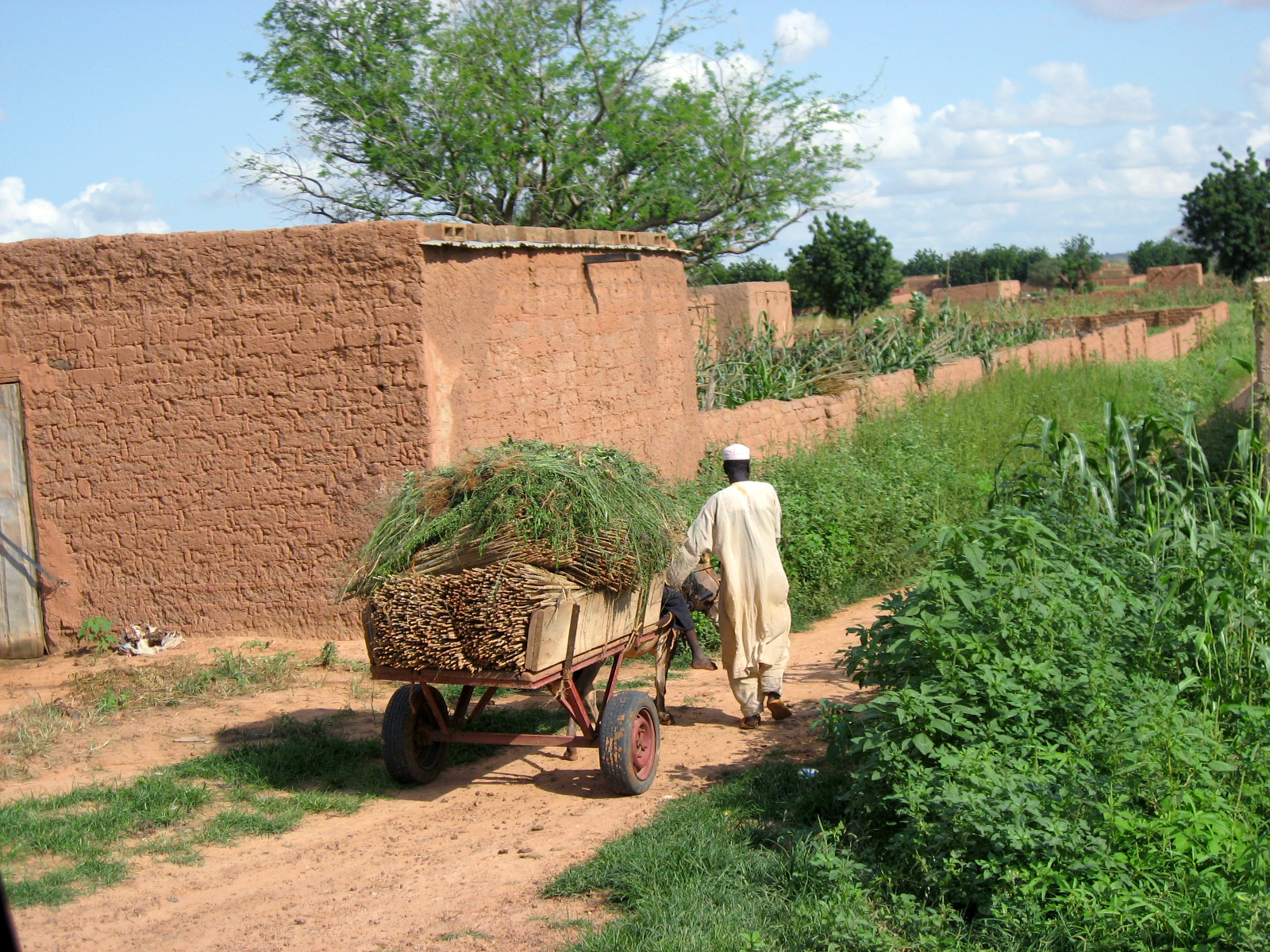
ドッソ県内の農民

ドッソ州 （ドッソしゅう、フランス語: Région de Dosso）はニジェールの行政区画。
面積は約3.1万km2。2011年の人口は約207.8万人。
州都はドッソ。

## 概要
ドッソ州はニジェール西南部に位置し、ニジェール川の対岸にベナンを望むことが出来る。
西北にティラベリ州、東北にタウア州があり、南側はベナン、ナイジェリアとの国境を持つ。

## 下部行政区画

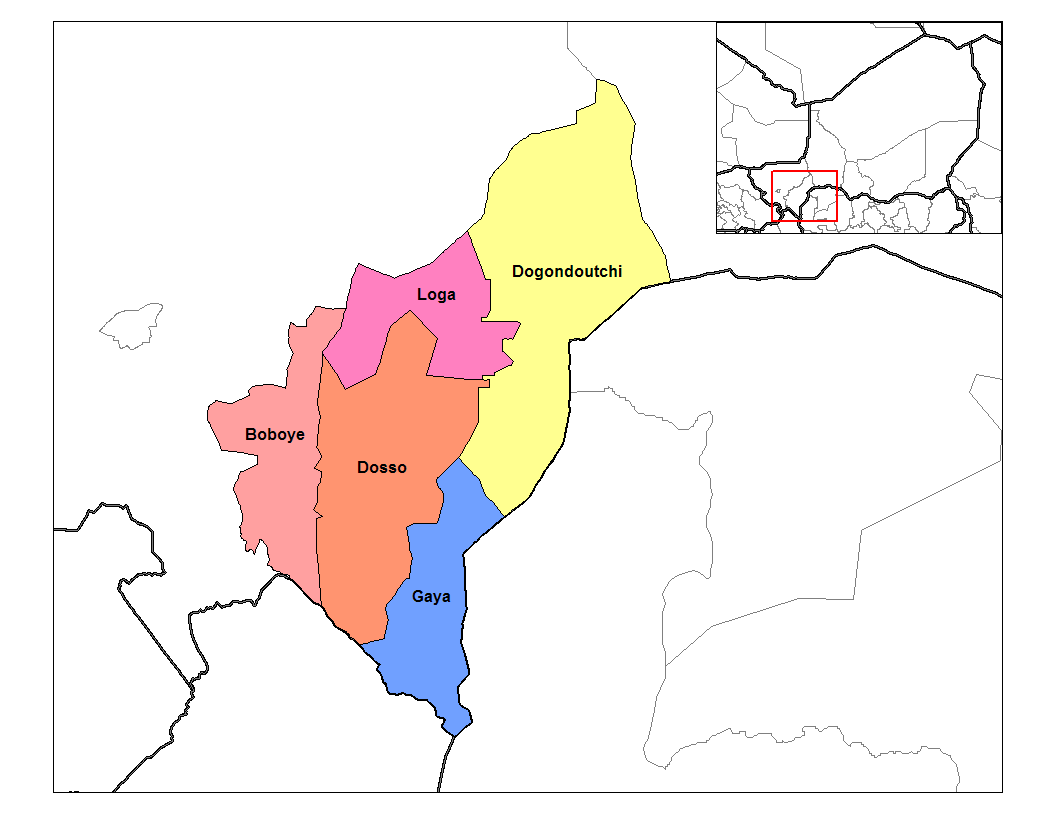
ドッソ州の県

ドッソ州は、5県(Département)に分かれている。
1. ボボイ県（英語版）(Boboye)
2. ドゴンドゥーチ県（英語版）(Dogondoutchi)
3. ドッソ県（英語版）(Dosso) --- Ville de Dosso（都市コミューン）
4. ガヤ県（英語版）(Gaya)
5. ロガ県（英語版）(Loga)